# Allan Quatermain (1919)
Allan Quatermain ist ein südafrikanischer Stummfilm aus dem Jahr 1919. Der Film beruht auf einem Roman von H. Rider Haggard. Der Film gilt bis heute als verschollen.

## Handlung
Allan Quatermain reist gemeinsam mit seinen beiden Freunden Sir Henry Curtis und Captain Good zu einer Expedition in der Stadt Milosis. Dort herrscht die Königin Nyleptha mit seinen Priestern Agon. Agon möchte die Königin stürzen.

## Veröffentlichung
Allan Quatermain erschien am 1. August 1919 in Südafrika.